# Notophthiracarus stenotus
Notophthiracarus stenotus är en kvalsterart som beskrevs av Wojciech Niedbała och Corpuz-Raros 1998. Notophthiracarus stenotus ingår i släktet Notophthiracarus och familjen Phthiracaridae. Inga underarter finns listade i Catalogue of Life.